# 南阳盆地
南阳盆地，是中国内陆中部一个方圆500多里的盆地，是中国人口最多的盆地之一。地跨湖北河南两省，面积约3万平方公里，人口约1500-2000万。

### 分水岭
该盆地地处二三阶梯分界，南北方分界，是中国中部地区三大流域的分水岭。
- 盆地内主要河流均汇入汉水继而汇入长江，如淇河、灌河、丹江、湍河、赵河、白河、唐河等。
- 东部桐柏县桐柏山区是淮河的发源地，属淮河流域。
- 盆地北部发源的河流则汇入黄河。

### 各地
- 盆地北侧宝天曼是中國仅有二十几个世界生物圈保护区之一，也是河南省境内第一个省级自然保护区。
- 盆地的东北出口是中國主要的煤矿产地平顶山市；
- 在东南出口谷地随州市，70年代中期考古发现了著名的曾侯乙墓及编钟。
- 盆地西部有三峽工程建築之前的亚洲第一大人工水库丹江口水库，也是南水北调中线的源头。
- 盆地最西南部是中國重要汽车工业基地十堰市；
- 盆地西南侧淅川县是古楚国的发源地，近年来发现众多的古楚国早期贵族王族墓，
- 盆地西南侧武当山是中國著名道教名山，也是世界文化遗产；
- 盆地中部是中國重要的一个石油产地和加工地南阳油田。

## 名人
参见：南阳人列表
光武帝刘秀，医圣张仲景，科学家张衡，军事家诸葛亮，书法家米芾，文学家宋玉、孟浩然，道教泰斗张三丰；

### 典故
三顾茅庐、司马荐贤、马跃檀溪、水淹七军、自成称王也是发生在这片土地。

## 城市
南阳盆地拥有2个主要城市：南阳市和襄阳市，2市都是中国的国家级历史文化名城。
- 南阳市位于盆地中心，是豫西南重镇，全市总人口超过1200万；也是河南省人口面积第一大市，2017年GDP达3377亿元人民币。综合实力是河南省第三大城市（仅次于郑州市、洛阳市）。
- 襄阳市位于盆地的南部出口，是超过120万城市人口的大市，也是湖北省第二大城市，全市总人口580万，2017年GDP达4064亿元人民币。历史上襄阳及其北的樊城是兵家必争之地，抗日名将张自忠就是牺牲在保卫这个出口的枣宜(枣阳，宜城)会战中。小说《射雕英雄传》、《神雕侠侣》的两位主角也是驻守此地。

## 交通
南阳盆地历史上就是东西南北重要的交通要塞。经过这里的有1970年代修的焦枝铁路(现扩建成洛湛铁路，洛阳-湛江)，2004年建成的宁西铁路（南京——西安）。